# Stugna-P
Stugna-P je ukrajinský protitankový raketový komplet dlouhého dosahu s dálkovým navedením po laserovém paprsku. Slouží k ničení tanků (včetně těch chráněných reaktivním pancéřováním), obrněných vozidel a opevnění. Možné je i využití proti pomalu se pohybujícím vrtulníkům. Do výzbroje ukrajinských ozbrojených sil byl systém zaveden roku 2011. Jeho exportní označení je Skif. Deriváty tohoto systému jsou vyráběny v Bělorusku (Shershen) a v Turecku (Serdar).

## Historie

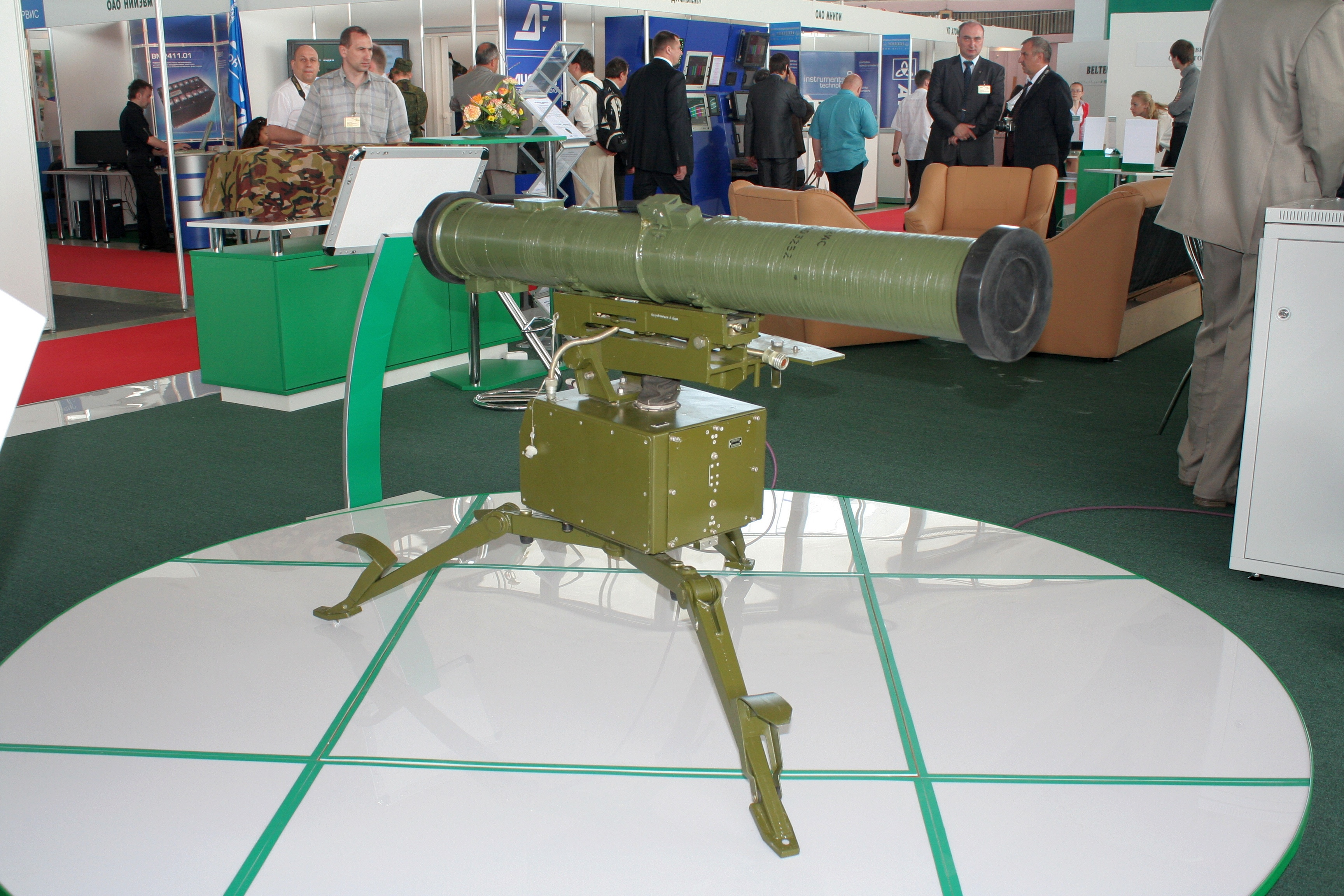
Skif – exportní verze systému Stugna-P

Protitankový kompet Stugna-P vyvinula ukrajinská státní konstrukční kancelář Luč v Kyjevě primárně pro export do zahraničí. Vývoj byl zahájen roku 2005 na základě protitankové řízené střely Stugna. Ta byla vyvinuta v 90. letech pro vypouštění ze 100mm kanónů tanků T-55 a tažených protitankových kanónů M-12. Pod exportním označením Skif se systém stal úspěšným vývozním artiklem, dodaným do Alžírska, Ázerbájdžánu, Kataru, Maroka a Saúdské Arábie.
Roku 2011 systém Stugna-P do své výzbroje zařadily ukrajinské ozbrojené síly. Do roku 2014 Ukrajina odebrala deset odpalovacích zařízení a 75 střel. Roku 2014 Ukrajina nasadila systémy Stugna-P ve válce na východní Ukrajině. Vzhledem k pozitivním zkušenostem s jejich nasazením byly roku 2015 objednány ve větších počtech. Dle odhadů země do roku 2021 odebrala 7000 střel.
Po ruské invazi na Ukrajinu v únoru 2022 ukrajinské ozbrojené síly převzaly i část systémů Skif určených pro export.

## Konstrukce

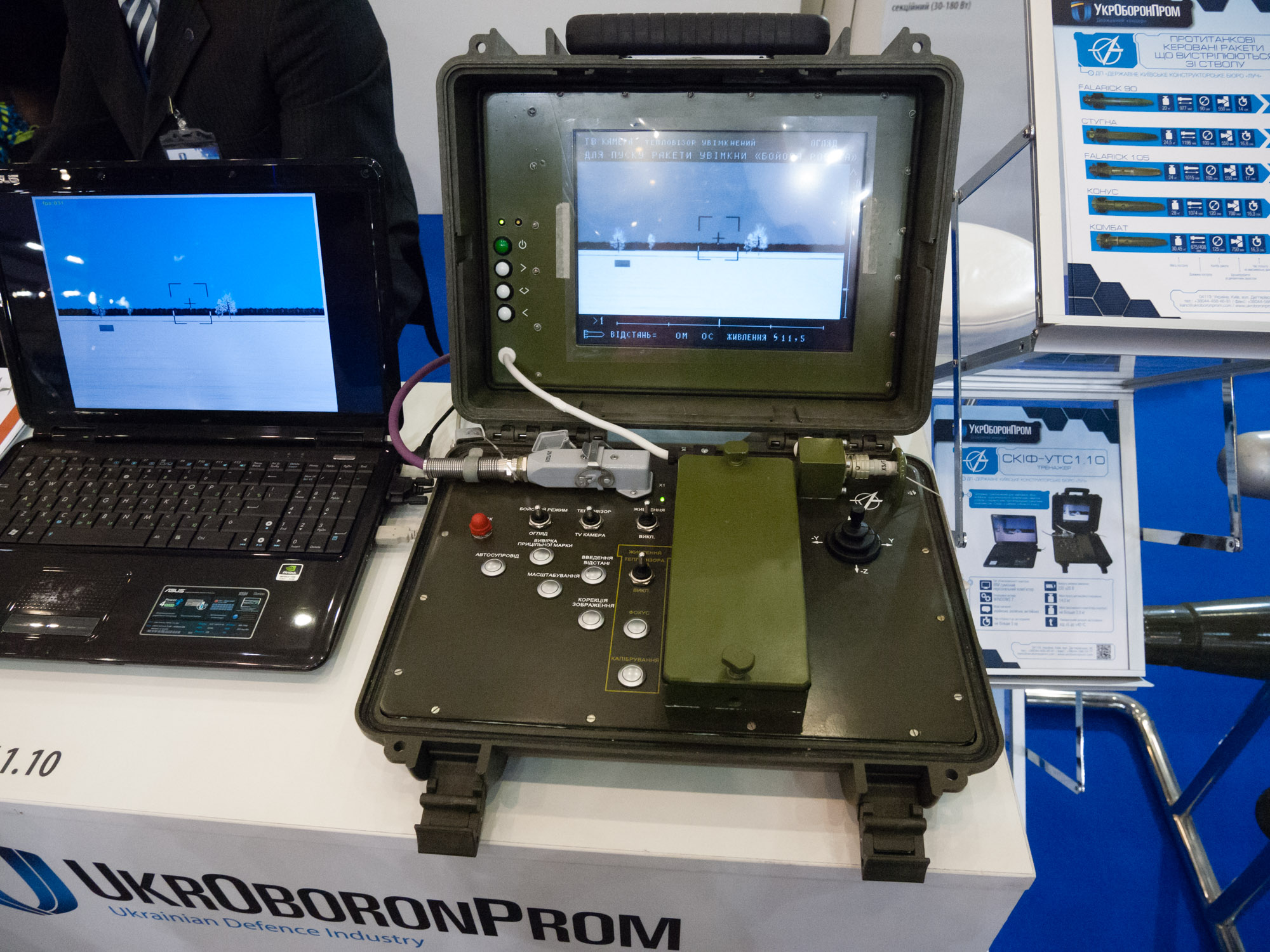
Řídící jednotka

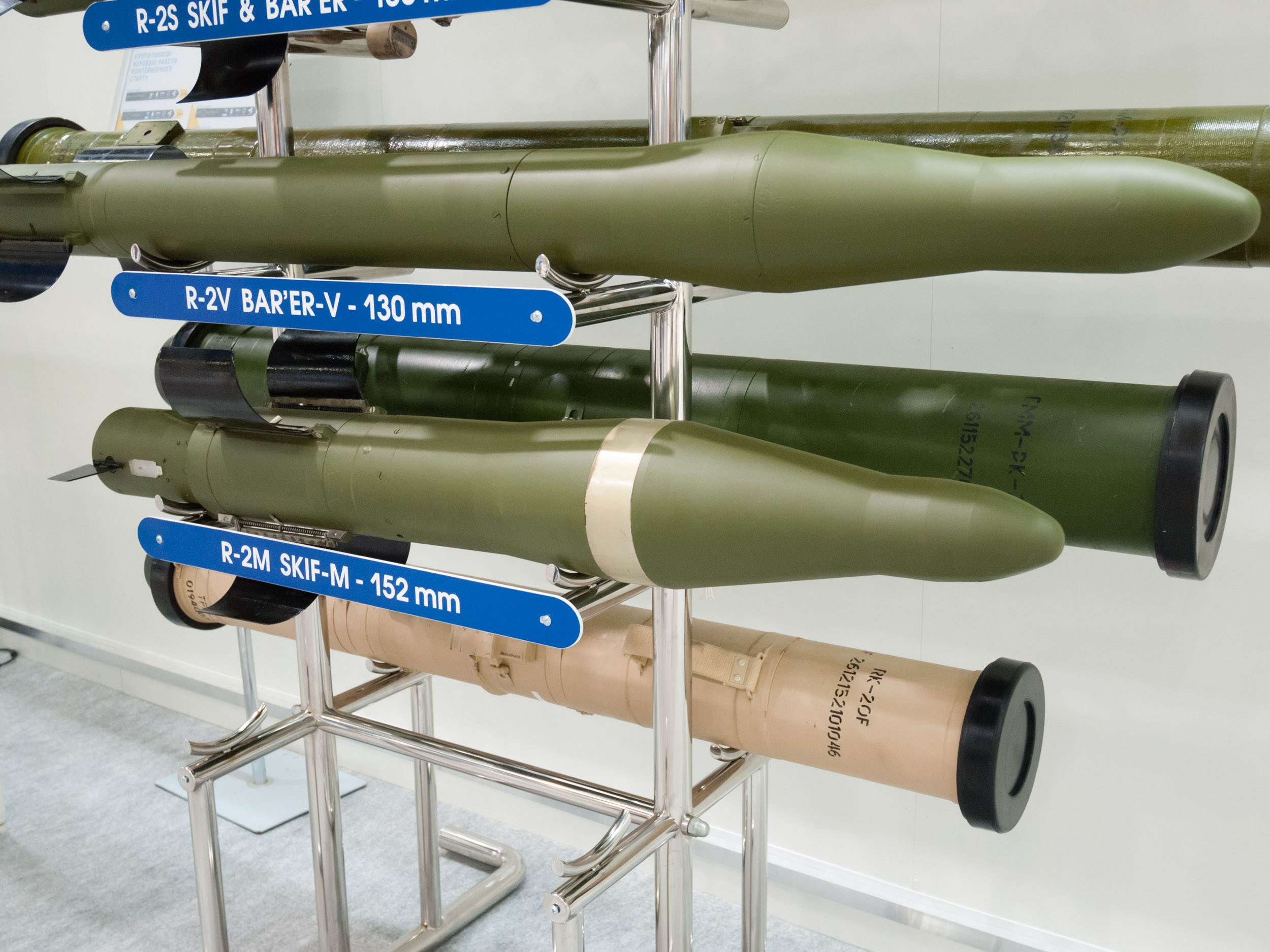
Srovnání protitankové řízené střely Barrier (nahoře) a 152mm řízené střely Skif

Systém Stugna-P má obvykle tříčlennou obsluhu. Skládá se ze skládacího trojnožkového podstavce, na kterém jsou umístěny střela v přepravním/odpalovacím kontejneru a naváděcí jednotka PN-I vybavená kamerou, laserovým dálkoměrem a laserovým naváděním střel (exportní verze Skif má běloruskou naváděcí jednotku Peleng PN-S). Může být vybaven i termokamerou. Posledním prvkem je řídící jednotka PDU-215 vzhledem připomínající laptop s malým joystickem. Slouží k řízení palby a dálkovému ovládání celé stanice. Obsluha může využít dva základní režimy: manuální s možností korekce během letu a automatický režim „vystřel a zapomeň“. Řídící jednotka je s odpalovacím zařízením spojena 50metrovým kabelem, takže zatímco odpalovací zařízení může být umístěno na vhodném místě, obsluha systému může zůstat skryta, díky čemuž není tolik ohrožena odvetným úderem vedeným na místo vypálení střely.
Střela Stugna-P má poloautomatické navádění za přímé viditelnosti (SACLOS) po laserovém paprsku. Její dosah je 100–5000 m (v noci 3000 m). Komplet využívá několik typů řízených střel ráží 130 a 152 mm. Jejich hmotnost je necelých 30 kg. Celý systém může mít hmotnost až 104 kg. Tandemová kumulativní hlavice 130mm střely RK-2S prorazí až 800 mm homogenního pancíře a 152mm střela RK-2M-K prorazí až 1100 mm homogenního pancíře. Primárně jsou určeny k ničení tanků a dokáží útočit i shora na jejich méně chráněné partie. Druhým typem jsou vysoce explozivní střepinové hlavice určené proti pěchotě a opevnění (130mm hlavice RK-2OF, 152mm hlavice RK-2М-OF).

## Služba
Roku 2014 byly systémy Stugna-P nasazeny v obraně proti ruské agresi na východní Ukrajině. Mimo jiné byly využity v boji o Mezinárodní letiště Doněck a Mezinárodní letiště Luhansk. Na letišti v Luhansku bylo odpalovací zařízení umístěno v řídící věži a ovládáno na dálku.
Ukrajinské ozbrojené síly systém nasadily roku 2022 při obraně proti ruské invazi na Ukrajinu. Dne 5. dubna 2022 se příslušníkům 95. vzdušné výsadkové brigády podařilo střelou Stugna-P sestřelit bitevní vrtulník Kamov Ka-52.

## Verze

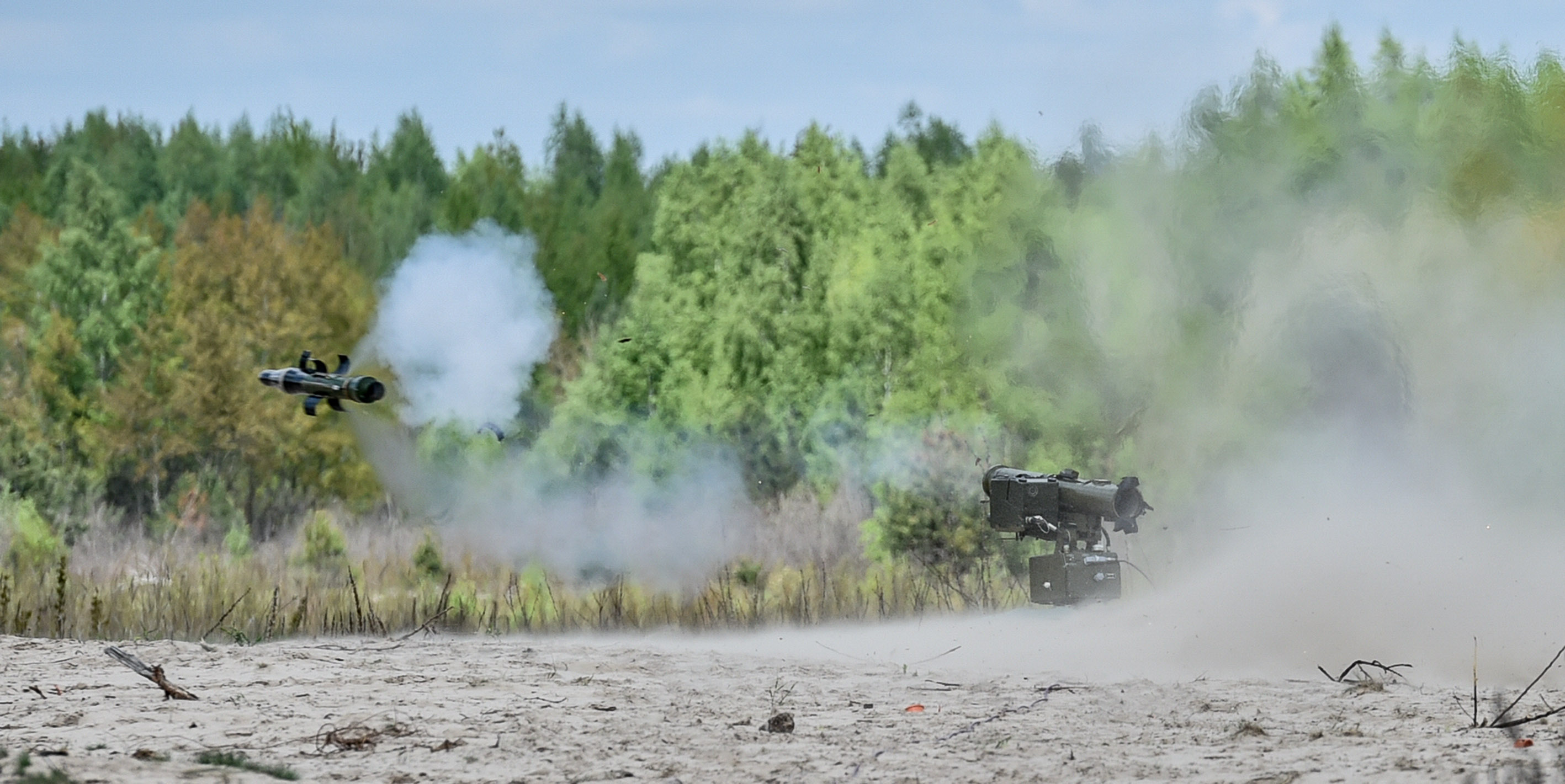
Vypuštění střely Stugna-P

- Stugna-P – Ukrajinské označení systému.
- Skif – Exportní verze systému s naváděcí jednotkou PN-S od běloruské společnosti Peleng.[2]
- Shershen – Běloruský derivát systému Skif.[4]
- Serdar – Turecká zbraňová stanice vyzbrojená střelami Skif. Vyráběna od roku 2020.[4][6]
- Amulet – Protitankový systém vyvinutý na základě kompletu Stugna-P. Představena roku 2019.[2]

## Uživatelé

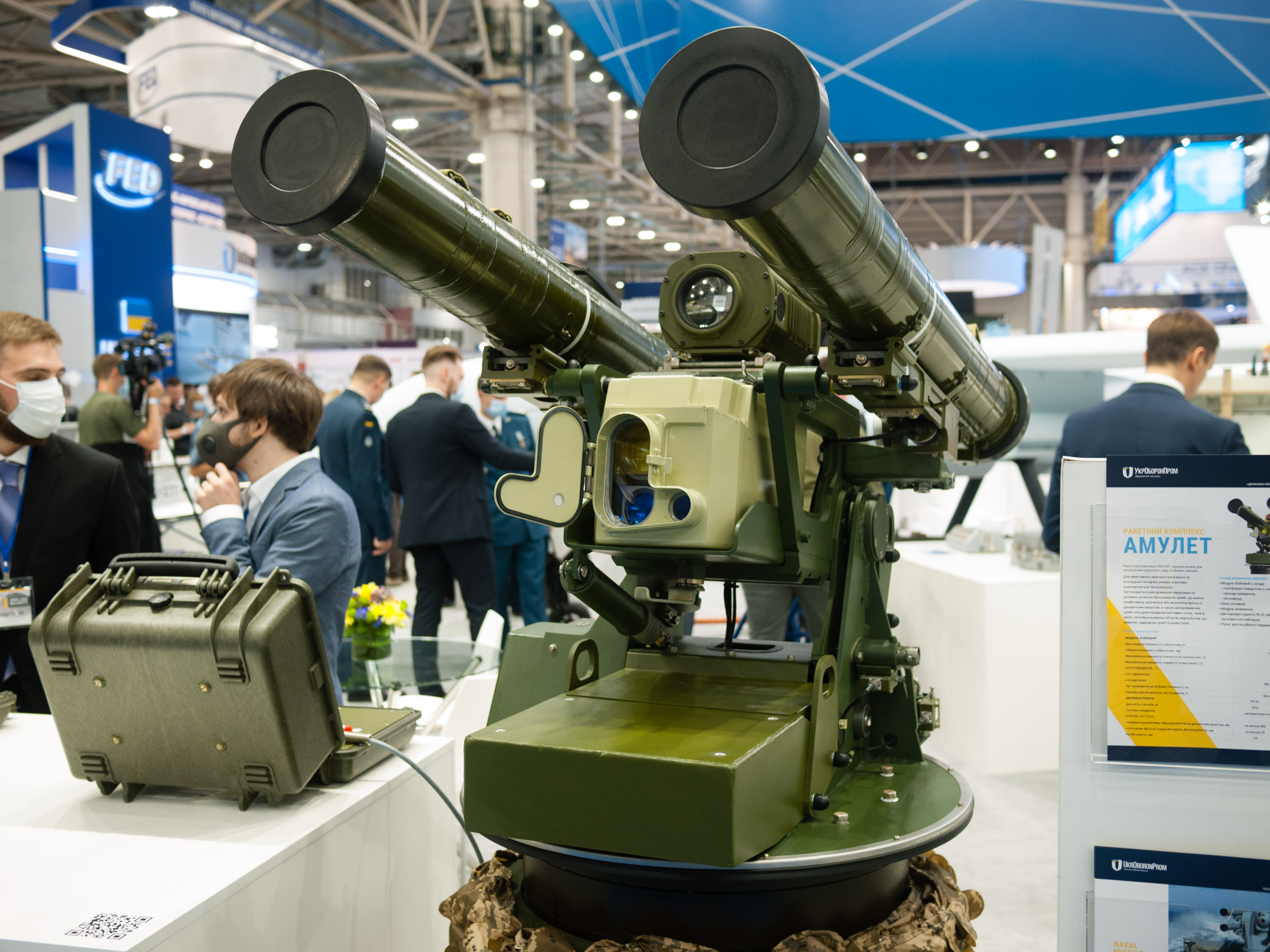
Systém Amulet

- Alžírsko[3]
- Ázerbájdžán[3]
- Katar[3]
- Maroko[3]
- Ukrajina[3]
- Saúdská Arábie[3]